# دوغلاس داي ستيوارت
دوغلاس داي ستيوارت (بالإنجليزية: Douglas Day Stewart)‏ هو كاتب سيناريو ومنتج أفلام ومخرج أمريكي، ولد في 1940 في الولايات المتحدة.

## وصلات خارجية
- دوغلاس داي ستيوارت على موقع IMDb (الإنجليزية)
- دوغلاس داي ستيوارت على موقع ألو سيني (الفرنسية)
- دوغلاس داي ستيوارت على موقع أول موفي (الإنجليزية)
- دوغلاس داي ستيوارت على موقع قاعدة بيانات الأفلام السويدية (السويدية)
- دوغلاس داي ستيوارت على موقع قاعدة بيانات الفيلم (الإنجليزية)
- دوغلاس داي ستيوارت على موقع كينوبويسك (الروسية)